# آزمایشگاه فرمی ۱۱۹۹۸
سیارک ۱۱۹۹۸ (به انگلیسی: 11998 Fermilab، نامگذاری:1996AG7) یازده هزار و نهصد و نود و هشتمین سیارک کشف شده‌است که در ۱۲ ژانویه ۱۹۹۶ کشف شد.
قدر مطلق سیارک برابر ۱۶.۲ است.